# Генри Герро
Генри Герро (исп. Henri Gerro, пол. Henryk Roizman, первоначальное имя — Герш Ройзман; 31 марта 1919, Ровно, Волынская губерния — 17 октября 1980, Буэнос-Айрес, Аргентина) — аргентинский еврейский автор и исполнитель собственных песен, скрипач, певец и актёр.

## Биография
В детстве играл на кларнете и скрипке. По классу скрипки окончил музыкальную школу в Ровно. В дальнейшем изучал медицину в Женеве. В период с 1939 по 1941 изучал основы драматического искусства в Киеве.
В годы Великой Отечественной войны с репертуаром русских и еврейских песен пел в составе фронтовых бригад Красной Армии. После войны Герро попросил политического убежища во Франции. В 1947—1951 годах выступал и записывался с оркестрами Генрика Голда, Бернара Потока и других. После заключения двухгодичного контракта с буэнос-айресским «Международным мюзик-холлом» переехал в Аргентину. С 1953 выступал вместе с Розитой Лонднер в собственных шоу, опереттах и мюзиклах: «Халоймес фун глик» (1953); «А нахт ин Рио» (1956); «А милионер ойф цурэс» (1958); «Берке милионер» (1960); «Швер цу зайн а капцн» (1963); «Дер фарлибтер нар» (1966); «Ой из дус а велтеле» (1970); «Фрейлех ин штетл» (1973); «Зол зайн симхес бай идн» (1974); «Дувидл клезмер» (1976); «С’хот унд гут гетрофн» (1976). Генри Герро гастролировал в Англии, Франции, Бельгии, Южной Африке, Швеции, Швейцарии, Норвегии, Дании, Германии, Израиле, США, Бразилии, Мексике и других латиноамериканских странах.
В общей сложности Генри Герро записал двадцать пять долгоиграющих пластинок и кассет. Ему были посвящены специальные программы на телевидении Швеции, Англии и Бразилии.
Генри Герро скончался 17 октября 1980 года в г. Буэнос-Айрес (Аргентина).

## Дискография
- Dem Zeidens Meinsele (Shloyme Prizament)
- Gefilte Fisch (Isidore Lillian)
- Hosti Gisti Bisti (Jacob Jacobs & Fishel Kanapoff — Alexandr Olshanetsky)
- S’is Mir Woil (Samson Koleschnikow)
- Vus Toig Es Eich (Isidore Lillian — Yosef Rumshinsky)
- Yidishe Nisim (Leybush Lerner)
- Yidish Redt Zikh Azoy Sheyn (Isidore Lillian — Maurice Rauch)

## Награды
В 1972 году он был награждён медалью министерства обороны Израиля.